# Fabio Barbosa
Fábio Colletti Barbosa (São Paulo, 3 de outubro de 1954) é um administrador e executivo brasileiro, presidiu o Grupo Santander Brasil, a Federação Brasileira dos Bancos (Febraban), o Grupo Abril e o Banco Real. Graduado em Administração de Empresas pela Fundação Getúlio Vargas, instituição em que atuou como professor nas áreas de Mercado de Futuro e Derivativos, Barbosa fez MBA no International Institute for Management Development (Suíça).
É casado e tem três filhos.

## Carreira
Fábio C. Barbosa iniciou a sua carreira na Nestlé, onde trabalhou por 12 anos na Suíça e nos EUA, nas áreas de finanças e controladoria. A partir de 1986 trabalhou por 7 anos no Citibank, atuando nas áreas de controle, planejamento, tesouraria. De 1993 a 1995 foi Presidente da LTCB Latin America, uma subsidiária Brasileira do The Long Term Credit Bank do Japão.
Em setembro de 1995 começou a trabalhar no banco holandês ABN AMRO. Foi indicado  presidente da instituição no Brasil em agosto de 1996 e assumiu a Presidência do Banco Real em novembro de 1998, por ocasião da aquisição do último pelo grupo holandês. Desde janeiro de 2006 foi também o executivo responsável pelas atividades do ABN AMRO em toda a América Latina.
Em 2007 assumiu a presidência da FEBRABAN, sendo o primeiro presidente de um banco estrangeiro a presidir a entidade. Trabalhou por aumentar a transparência (STAR – sistema para comparar tarifas), o diálogo entre outros setores da economia e a educação financeira. Também implantou o DDA e a auto-regulação bancária. No final de 2007, o ABN Amro Bank foi vendido para o consórcio formado pelo Royal Bank of Scotland, pelo espanhol Santander e pelo belgo-holandês Fortis. E o Santander ficou com a operação brasileira. Em julho de 2008, Fábio Barbosa tornou-se presidente do Grupo Santander Brasil, formado pelo Santander e Banco ABN AMRO Real.
Em 2011, foi retratado no livro Conversas com Líderes Sustentáveis por conta de sua gestão voltada para a sustentabilidade no banco Santander.
Barbosa foi também Membro do conselho de administração da Petrobras entre 2003 e 2011, membro do Conselho de Desenvolvimento Econômico e Social da Presidência da República do Brasil e do Instituto Empreender Endeavor (ONG que estimula o empreendedorismo).
Em agosto de 2011, assumiu a Presidência Executiva da Abril S.A. Deixou a empresa em março de 2015.
É atualmente conselheiro de empresas e instituições, como por exemplo Itaú Unibanco, Natura e OSESP.

## Ideais
Fábio C. Barbosa foi responsável pelo processo de integração das culturas do Banco Real e do ABN AMRO, quando este comprou o banco brasileiro em 1998. Com o passar dos anos, Barbosa colocou em práticas alguns valores pessoais que julgava muito importantes para a sua vida e carreira. A frase “Dar certo, fazendo a coisa certa, do jeito certo” é o seu lema de gestão. Desde 2000, com base nessa crença, o Banco Real colocou em prática uma iniciativa de sustentabilidade ligada aos negócios, resultando em amplo reconhecimento nacional e internacional. O case de integração de sustentabilidade aos negócios virou objeto de estudo na universidade Harvard. Em 2006, o Banco Real foi escolhido o "Banco Sustentável do Ano em Mercados Emergentes", na 1ª edição do Sustainable Banking Award, do Financial Times. No mesmo ano, o banco também foi agraciado pela Câmara Internacional de Comércio com o World Business Awards, um prêmio que reconhece os esforços de instituições para o cumprimento dos Objetivos do Milênio. Em 2008, além de ter sido reconhecido por importantes prêmios nacionais, o Banco Real voltou a ser reconhecido pelo Financial Times, dessa vez como o banco mais sustentável do ano no mundo. Foi considerado pela Revista Época um dos 100 brasileiros mais influentes do ano de 2009.
Fábio escreveu uma coluna mensal na Folha de S.Paulo.